# 우주비행 관련 사고와 사건 목록
우주 사고(宇宙事故)는 우주공간에서 활동중이던 인공위성이 추락하거나 폭발하여 발생하는 사고이다. 인공위성이 오작동을 하거나 발사체가 고장나거나 발사된 인공위성의 부품에 문제가 있어서 우주의 압력을 견디지 못하여 발생한다.

## 같이 보기
- 사라진 소련 우주비행사
- 우주왕복선
- 우주정거장